# Choristopsylla ochi
Choristopsylla ochi är en loppart som först beskrevs av Rothschild 1904.  Choristopsylla ochi ingår i släktet Choristopsylla och familjen Lycopsyllidae. Inga underarter finns listade i Catalogue of Life.